# اسپان‌خا
اسپانگا (به هلندی: Spanga) یک منطقهٔ مسکونی در هلند است که در وست‌استلینگ‌ورف واقع شده‌است. اسپانگا ۲۱۰ نفر جمعیت دارد.